# جون برنارد أوهارا
جون برنارد أوهارا (بالإنجليزية: John Bernard O'Hara)‏ هو شاعر أسترالي، ولد في 29 أكتوبر 1862 في بنديجو في أستراليا، وتوفي في 31 مارس 1927.